# Hyde Park Live
Hyde Park Live è un album live del gruppo rock britannico The Rolling Stones, pubblicato nel 2013.

## Storia
Nel 1969 i Rolling Stones avevano tenuto un concerto a soli due giorni dalla morte del membro fondatore Brian Jones, cogliendo l'occasione per commemorare l'amico scomparso e per presentare al pubblico il nuovo chitarrista della band Mick Taylor. Come parte del 50 & Counting Tour che celebrava il cinquantesimo anniversario della carriera del gruppo, fu deciso di tenere un nuovo concerto a Hyde Park nel 2013, supportato da The Vaccines, The Temper Trap, e Gary Clark Jr. I 65,000 biglietti andarono esauriti in tre minuti. Taylor, che aveva lasciato la band nel 1974, si aggiunse agli Stones per suonare in due tracce, Midnight Rambler e (I Can't Get No) Satisfaction.
Il concerto venne registrato a Hyde Park, Londra, il 6 e 13 luglio 2013 durante il 50 and Counting Tour della band. L'album fu messo in vendita esclusivamente come digital download via iTunes il 22 luglio 2013 per un tempo limitato di 4 settimane. Il disco debuttò alla posizione numero 16 in Gran Bretagna e alla numero 19 negli Stati Uniti.
Il medesimo concerto venne poi pubblicato in formato DVD con il titolo Sweet Summer Sun: Live in Hyde Park.

## Tracce
CD 1
1. Start Me Up - 4:18
2. It's Only Rock 'n Roll (But I Like It) - 4:46
3. Tumbling Dice - 4:05
4. Emotional Rescue - 5:53
5. Street Fighting Man - 5:22
6. Ruby Tuesday - 3:21
7. Doom and Gloom - 4:17
8. Paint It Black - 5:01
9. Honky Tonk Women - 6:58
10. You Got the Silver - 3:18
11. Before They Make Me Run - 4:33

CD 2
1. Miss You - 7:18
2. Midnight Rambler - 11:54
3. Gimme Shelter - 7:16
4. Jumpin' Jack Flash - 4:53
5. Sympathy for the Devil - 6:46
6. Brown Sugar - 4:55
7. You Can't Always Get What You Want - 8:04
8. (I Can't Get No) Satisfaction - 8:20

## Video
Una registrazione video del concerto, Sweet Summer Sun – Hyde Park Live, è stata pubblicata l'11 novembre 2013 in DVD e Blu-ray.

### Tracce
CD 1
1. Start Me Up
2. It's Only Rock 'n Roll (But I Like It)
3. Street Fighting Man
4. Ruby Tuesday
5. Doom and Gloom
6. Honky Tonk Women
7. You Got the Silver
8. Happy

CD 2
1. Miss You
2. Midnight Rambler
3. Gimme Shelter
4. Jumpin' Jack Flash
5. Sympathy for the Devil
6. Brown Sugar
7. You Can't Always Get What You Want
8. (I Can't Get No) Satisfaction

#### Bonus track DVD & Blu-ray & Cd & Digital Download Itunes
1. Emotional Rescue
2. Paint It, Black
3. Before They Make Me Run
4. EP Sweet Summer Sun Missing Tracks (solo per il mercato giapponese) - Japan version 3 Extra Bonus Tracks (Beast of Burden, All Down The Line, Bitch)
5. Beast of Burden per un periodo limitato era una bonus tracks su iTunes come Digital Download

## Formazione
The Rolling Stones
- Mick Jagger – voce, chitarra, armonica a bocca
- Keith Richards – chitarra, voce
- Ronnie Wood – chitarra
- Charlie Watts – batteria

Musicisti aggiuntivi
- Mick Taylor – chitarra in Midnight Rambler, chitarra acustica e cori in (I Can't Get No) Satisfaction
- Darryl Jones – basso, cori
- Chuck Leavell – tastiere, percussioni, cori
- Bernard Fowler – cori, percussioni
- Lisa Fischer – cori
- Bobby Keys – sassofono
- Tim Ries – sassofono, tastiere
- Matt Clifford – corno inglese, tastiere